# 艾格曼博士
艾格曼博士是一个世嘉公司刺猬索尼克系列中的虚拟角色，由大岛直人设计。为该系列的反派與惡役角色。人如其名，看起来像一颗长四肢和头的蛋。祖父為杰拉德·罗伯尼克教授（英語：Prof.Gerald Robotnik），子孫為蛋頭博士Nega（英語：Dr. Eggman Nega）。
年龄不详，目测50岁上下，身高185cm，体重128kg。IQ超过300，是一个科学家、發明家、工程师，有著机械方面的高超才能，企圖将地球改造成和自身形象如出一辙的“蛋头帝国”，视索尼克为死敌。
值得注意的是，艾格曼博士首次出現並不是在1991年6月23日發行的電子遊戲《刺猬索尼克》中，而是於同年5月31日在日本首發的家用电脑TeraDrive（世嘉與IBM合作開發，混合Mega Drive和IBM PC兼容机系統）平台的獨家遊戲《Puzzle Construction》中客串亮相。

## 其他媒體

### 動畫電影
- 艾格曼博士於迪士尼電影《無敵破壞王》[6]及《無敵破壞王2：網路大暴走》中登場。

### 真人電影
- 音速小子系列電影：艾格曼博士由金·凱瑞飾演。
  - （2020）
  - 《音速小子2》（2022）
  - 《音速小子3》（2024）